# Rhynchium nigrosericeum
Rhynchium nigrosericeum är en stekelart som beskrevs av Giordani Soika 1990. Rhynchium nigrosericeum ingår i släktet Rhynchium och familjen Eumenidae. Inga underarter finns listade i Catalogue of Life.